# Schefflera obovatifoliolata
Schefflera obovatifoliolata är en araliaväxtart som beskrevs av Chih Bei Shang. Schefflera obovatifoliolata ingår i släktet Schefflera och familjen araliaväxter.
Artens utbredningsområde är Vietnam. Inga underarter finns listade.